# Barbaricina
Barbaricina è un quartiere della città di Pisa, posto nella periferia occidentale della città, a nord del corso dell'Arno.

## Storia

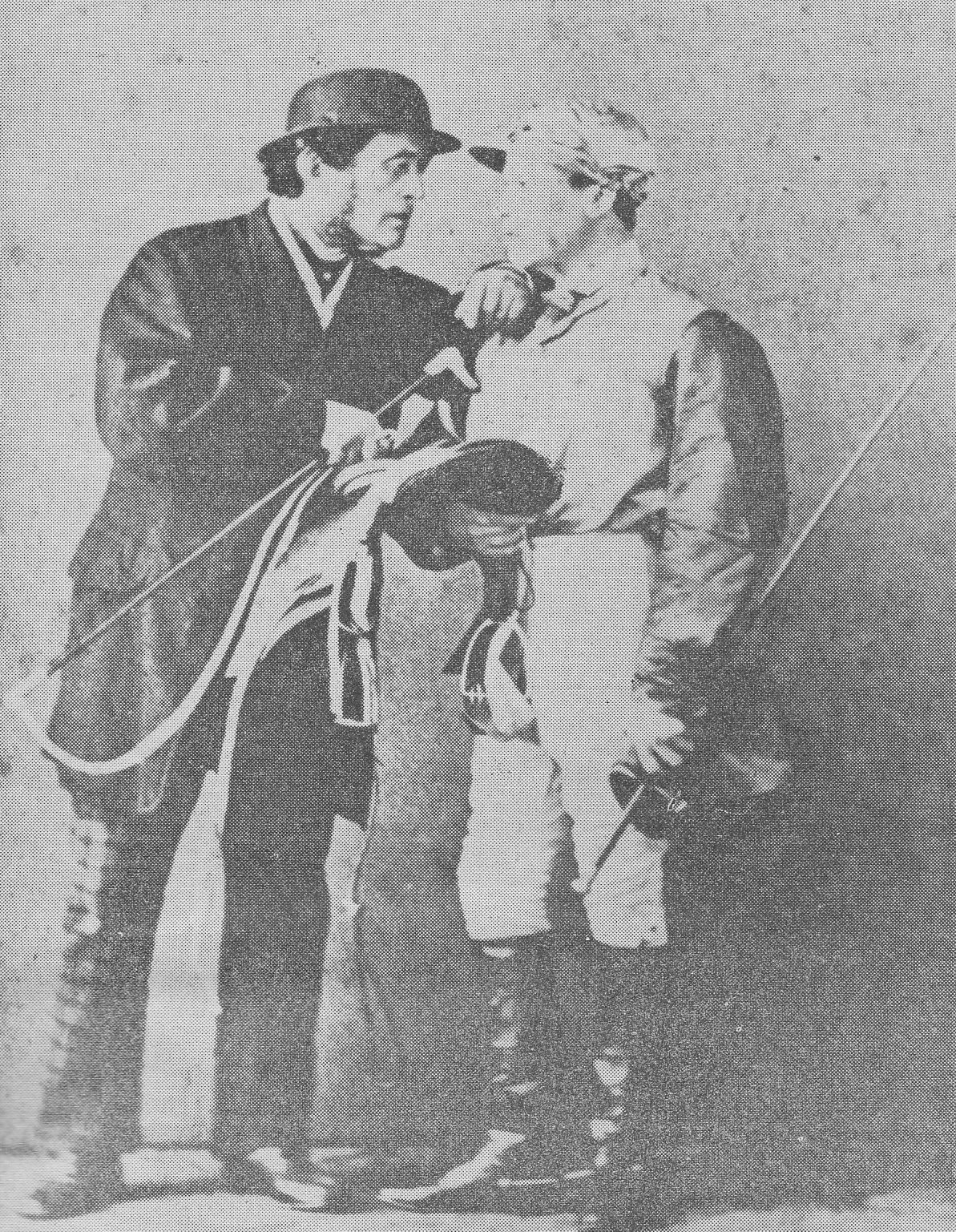
Jacopo Barchielli istruisce un fantino in una vecchia foto del 1865

Nel corso dell'alto medioevo nella zona passava il fiume Auser.
Le prime notizie riguardo alla località risalgono al 1173.
Nel 1830 nasce una scuderia di cavalli ad opera del lucchese Jacopo Barchielli, dando inizio ad una tradizione che renderà Barbaricina il "paese dei cavalli" fino al declino dell'allevamento, verso la metà del XX secolo, termine di un lento processo di spostamento del centro ippico verso il vicino ippodromo di San Rossore. La prima corsa si tenne il 5 aprile del 1854, sul prato delle Regie Cascine di San Rossore.
In quegli anni del XIX secolo molti fantini inglesi decisero di stabilirsi in pianta stabile a Barbaricina, sposando le ragazze del posto e diventando parte integrante della comunità. Tra questi possiamo citare Thomas Rook, fondatore di una vera e propria dinastia di fantini e allevatori, Walter Wright, vincitore dei derby italiani del 1884, 1892, 1895 e 1899, e William Smith, vincitore della stessa gara nel 1885.
Dal 1955 al 1960 la cittadina ospitò, in una villetta di via del Capannone 24, un importante gruppo di ricercatori dell'Università di Pisa, guidato da Mario Tchou e finanziato dalla Olivetti. L'obiettivo principale del gruppo era la realizzazione della Calcolatrice Elettronica Pisana, realizzata nel 1957. Gli studi successivi gettarono le basi per la creazione della linea di calcolatori Olivetti Elea. Nel 1960 il gruppo venne trasferito a Borgolombardo, nella sede del neonato settore elettronico della Olivetti.

## Architetture religiose
Nel quartiere è presente la chiesa di Sant'Apollinare, la cui prima attestazione risale al 1173. Resa dipendente dal Capitolo della Cattedrale nel 1188, per mezzo di una bolla di papa Clemente III. L'edificio attuale è stato progettato dall'ingegnere Stefano Piazzini e consacrato il 7 ottobre 1784, a due anni dalla demolizione della struttura precedente.

## Sport
Il quartiere è dotato di un campo sportivo parrocchiale, oggi intitolato alla memoria dell'ex direttore sportivo Lido Luzzi, Maresciallo della 46ª Brigata Aerea di Pisa, Medaglia d'Oro al Merito Civile, caduto il 29 agosto del 1985 a Laconi durante una missione antincendio. Usufruiscono della struttura la squadra dell'Aurora Calcio, nata nel 1968 e iscritta per la stagione 2009-2010 al Campionato di Terza Categoria, e la scuola di calcio giovanile Nuova Aurora 2003, attualmente affiliata al C.S.I.
Il quartiere è stato in passato sede di un'altra società, la S.C. Libertas, arrivata a vincere il Campionato Italiano di Prima Categoria organizzato dall'U.L.I.C. nella stagione 1926-27.
Nel Gioco del Ponte fa parte del territorio della Magistratura dei Satiri